# ماريوس غروت
ماريوس غروت (بالفرنسية: Marius Grout)‏ هو كاتب فرنسي، ولد في 8 نوفمبر 1903 في Fauville-en-Caux ‏ في فرنسا، وتوفي في 1 مايو 1946 في لو هافر في فرنسا.